# Flamarens
Flamarens ist eine französische Gemeinde mit 136 Einwohnern (Stand 1. Januar 2022) im Département Gers in der Region Okzitanien (vor 2016: Midi-Pyrénées). Sie gehört zum Arrondissement Condom und zum Kanton Lectoure-Lomagne.
Die Einwohner werden Flamalingois und Flamalingoises genannt.

## Geographie
Flamarens liegt circa 34 Kilometer östlich von Condom in der Lomagne in der historischen Provinz Armagnac an der Grenze zum Département Tarn-et-Garonne.
Umgeben wird Flamarens von den fünf Nachbargemeinden:
|          | Sistels (Tarn-et-Garonne)                   | Saint-Antoine                 |
| Miradoux | Kompassrose, die auf Nachbargemeinden zeigt | Mansonville (Tarn-et-Garonne) |
|          | Peyrecave                                   |                               |

### Gewässer
Flamarens liegt im Einzugsgebiet des Flusses Garonne.
Der Ruisseau de Sirech, ein Nebenfluss der Garonne, entspringt in Flamarens.
Nebenflüsse der Auroue durchqueren das Gebiet der Gemeinde,
- der Ruisseau de Caussiac zusammen mit seinem Nebenfluss,
  - dem Ruisseau de Montret, und
- der Ruisseau du Métau.

Außerdem wird Flamarens von Nebenflüssen des Arrats bewässert,
- dem Ruisseau de Pourchet zusammen mit seinem Nebenfluss,
  - dem Ruisseau de Pitoulens zusammen mit seinem Nebenfluss,
    - dem Ruisseau de Meynard, und
- dem Ruisseau de la Teulère.[2]

## Geschichte
Der Name der Gemeinde hat seinen Ursprung im fränkischen Eigennamen „Flamarus“ oder „Flamarius“. Die Endung „ens“ weist auf ein gotisches oder fränkisches Besitztum im fünften bis sechsten Jahrhundert hin, für gewisse Experten allerdings auf ein gallorömisches Landgut.
Die Geschichte der Flamarens reicht bis ins Frühmittelalter zurück. Aber seit dem Altertum hat der Mensch die Gegend besiedelt, wie die an verschiedenen Stellen gefundenen Steinwerkzeuge der Jungsteinzeit belegen. Reste einer gallorömischen Villa wurden 1970 im Weiler Maynard entdeckt.
Das Dorf Flamarens scheint sich in mehreren aufeinanderfolgenden Stufen gebildet zu haben. Ein erstes Castelnau soll östlich der Burg in dessen Verlängerung auf derselben Ebene errichtet worden sein. Ein Castelnau (deutsch Neuburg, okzitanisch castèl nòu, im Vulgärlatein castellum novum) ist ein Dorf oder eine Stadt, die im Mittelalter in der Nähe einer Burg gegründet wurde. Der auf der anderen Seite der Landstraße gelegene Vorort hat sich dann anschließend entwickelt. Schließlich umsäumte eine Stadtmauer die gesamte Siedlung. Diese ist im Norden und Süden des Dorfes noch sichtbar und weist Merkmale einer Bauweise des Ende des 13. oder Anfang des 14. Jahrhunderts auf. Ende des 15. Jahrhunderts und zu Beginn des folgenden scheint das Dorf teilweise zugunsten der umliegenden Weiler entvölkert gewesen zu sein.

## Einwohnerentwicklung
Nach Beginn der Aufzeichnungen stieg die Einwohnerzahl bis zur ersten Hälfte des 19. Jahrhunderts auf einen Höchststand von rund 545. In der Folgezeit sank die Größe der Gemeinde bei zwischenzeitlichen Erholungsphasen bis zur ersten Dekade des 21. Jahrhunderts auf ihren tiefsten Stand von 115 Einwohnern, bevor eine leichte Wachstumsphase einsetzte.

## Bevölkerungsentwicklung
| Jahr                       | 1962 | 1968 | 1975 | 1982 | 1990 | 1999 | 2006 | 2011 | 2020 |
| Einwohner                  | 227  | 189  | 164  | 168  | 145  | 146  | 115  | 125  | 150  |
| Quellen: Cassini und INSEE |      |      |      |      |      |      |      |      |      |

## Sehenswürdigkeiten

### Ehemalige Pfarrkirche Saint-Saturnin
Die Kirche wurde im 14. Jahrhundert erbaut und in der ersten Hälfte des 16. Jahrhunderts von Arnaud de Grossoles, Seigneur von Flamarens, und Neffe von Hérard de Grossoles, Bischof von Condom, im gotischen Stil wieder aufgebaut. Die Fertigstellung war im Jahre 1545, wie das Datum über dem Eingangsportal belegt. Es ist auf lockerem Land gebaut, das größtenteils aus Aufschüttung besteht. Dies erklärt die sukzessiven Einstürze des Gewölbes im Laufe der Jahrhunderte und die Arbeiten, die für zahlreiche Wiederaufbauten notwendig war. Das Gewölbe stürzte 1971 erneut ein. Die Ruinen der alten Kirche sind seit 1993 Bestandteil des Ergänzungsinventars der historischen Denkmäler. Seit dieser Zeit wird daran gearbeitet, das Gebäude schrittweise zu stabilisieren und zu rekonstruieren. Die Kirche ist seit dem 28. Juni 1993 als Monument historique eingeschrieben. Seit dieser Zeit wird daran gearbeitet, das Gebäude schrittweise zu stabilisieren und zu rekonstruieren.
Die Pfarrkirche von Flamarens ist dem heiligen Saturnin gewidmet. Es ist im Flamboyant-Stil errichtet. Es besteht aus einem rechteckigen Kirchenschiff mit vier Jochen Länge und vier Seitenkapellen verschiedener Größen. Die Apsis ist fünfeckig geschnitten und zwei Sakristeien befinden sich zu beiden Seiten. Im Nordwesten des Gebäudes grenzt ein runder Turm an den Glockengiebel, mit vier rundbogenförmigen Aussparungen. Die Kirche wurde aus mittelgroßem Kalkstein aus lokaler Förderung erbaut. Das Gewölbe und das Dach sind noch verschwunden. Das Eingangsportal ist aus der Frührenaissance. Der Eingang wird von Säulen mit verzierten Kapitellen flankiert.

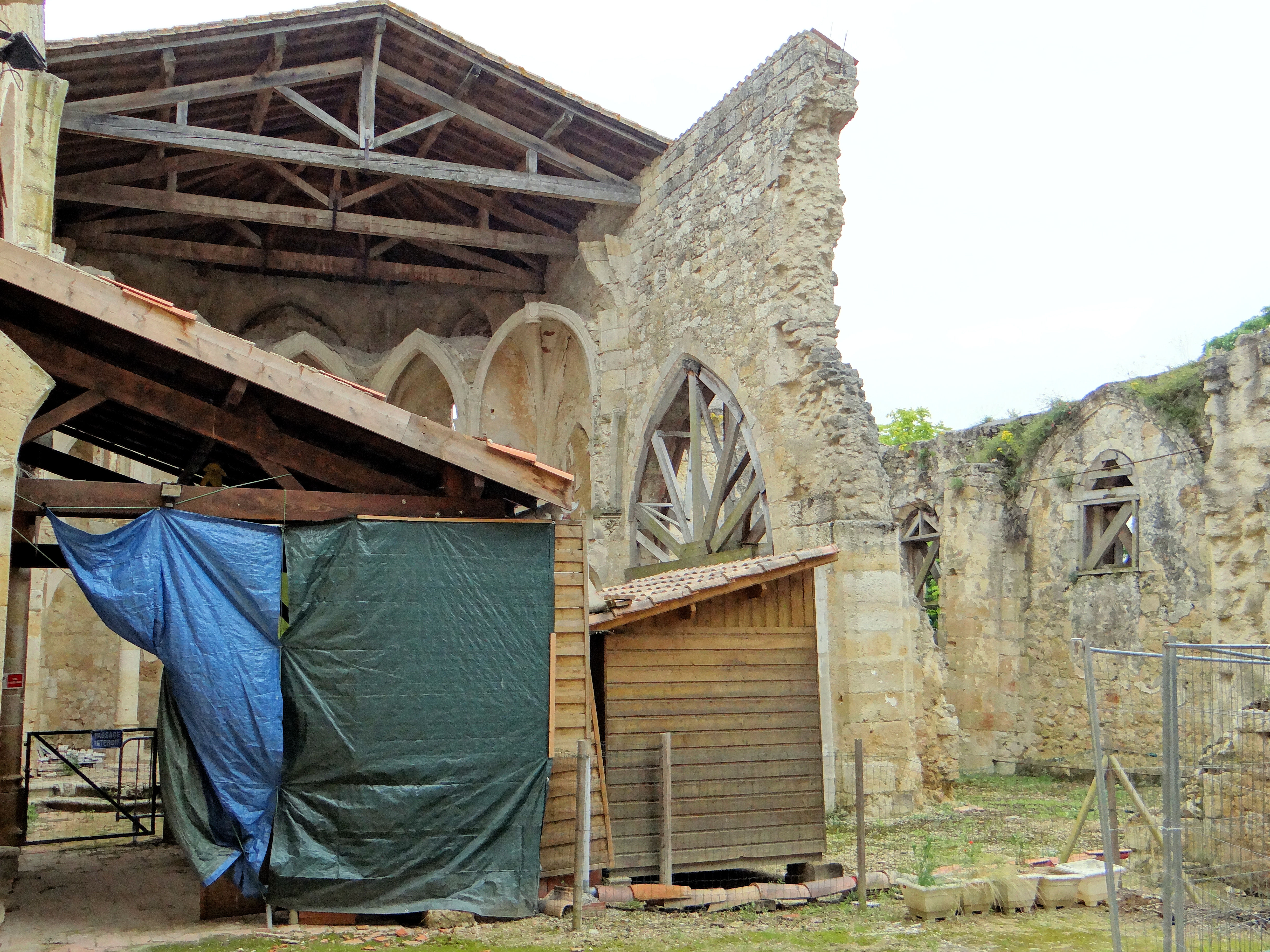
Ehemalige Pfarrkirche Saint-Saturnin (2013)
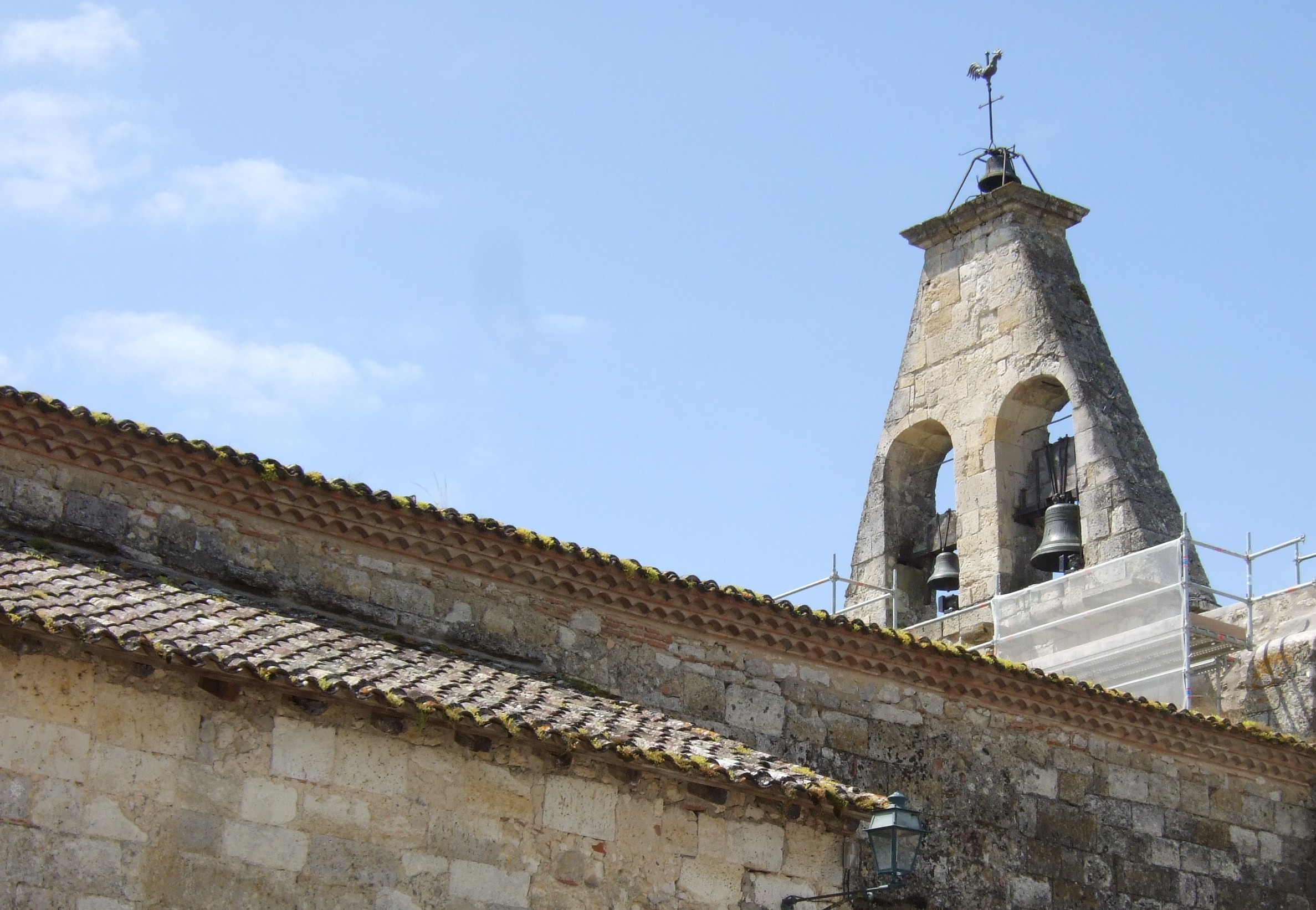
Glockengiebel (2013)

### Schloss Flamarens
Ein castrum wurde im Jahre 1289 in den Schriften erwähnt. Seine Ursprünge gehen somit auf eine Burg bis in das 13. Jahrhundert zurück. Es folgten Erweiterungen und Änderungen in den folgenden Jahrhunderten. Im Juni 1943 wurde das Schloss teilweise durch einen Brand als Folge eines Blitzeinschlags zerstört. Das Schloss ist seit dem 9. März 1965 als Monument historique klassifiziert.

## Wirtschaft und Infrastruktur
Flamarens liegt in der Zone AOC des Weinanbaugebiets des Brulhois (rosé, rouge).

### Sport und Freizeit
- Der Fernwanderweg GR 65 von Genf nach Roncesvalles führt durch das Zentrum der Gemeinde. Er folgt der Via Podiensis, einem der vier historischen Jakobswege.[11]

### Verkehr
Flamarens ist über die Routes départementales 40, 49 (Tarn-et-Garonne: 30) und 953, die ehemalige Route nationale 653, erreichbar.

## Persönlichkeiten
- Jean Tartanac, geboren am 10. April 1759 in Flamarens, gestorben am 12. Januar 1827 in Agen, war französischer Politiker. Er war vom 3. September 1791 bis zum 20. September 1792 Abgeordneter des Départements in der Gesetzgebenden Nationalversammlung.[12]

- Pierre Benoit, geboren am 16. Juli 1886 in Albi (Département Tarn), gestorben am 3. März 1962 in Ciboure (Département Pyrénées-Atlantiques), war ein französischer Romancier und Mitglied der Académie française. 1959 erschien sein Roman „Flamarens“.[13]

- Charles de Mazade, mit vollem Namen Louis Charles Jean Robert de Mazade–Percin, geboren am 19. März 1820 in Castelsarrasin, (Département Tarn-et-Garonne), gestorben am 19. April 1893 in Paris, war ein französischer Dichter, Journalist und Schriftsteller und Mitglied der Académie française. Er ist in seinem Familiengrab in Flamarens beerdigt worden.[14]